# Volvent
 Volvent  là một xã thuộc tỉnh Drôme trong vùng Auvergne-Rhône-Alpes đông nam nước Pháp. Xã Volvent nằm ở khu vực có độ cao trung bình 850 mét trên mực nước biển.